# 벌룬 사가역
벌룬 사가 역(일본어: バルーンさが駅)은 일본 사가현 사가시에 있는 임시승강장이다.
사가 벌룬 국제 페스타(ja)가 열리는 기간만 영업한다.

## 타는 곳
| (상행) | 사가·도스·하카타·모지 항 방면            |
| (하행) | 히젠야마구치·가라쓰·나가사키·사세보 방면 |

영업 중에는 특급 열차도 일부가 정차하는 경우가 있다.

## 역사
- 1989년 11월 18일: 영업 개시.

## 인접역
| 규슈 여객철도 나가사키 본선 | 규슈 여객철도 나가사키 본선 | 규슈 여객철도 나가사키 본선 |
| --------------------------- | --------------------------- | --------------------------- |
| 나베시마 도스 방면          |                             | 구보타 히젠야마구치 방면    |